# 卡邁亞
卡邁亞，是尼泊爾南方一種終身強制勞動勞工。

## 歷史
尼泊爾各種形式的強迫勞動和擔保人制度存在自17世紀，傳統上無地農民可以成為卡邁亞交换地主維持最低生活所需，他們為地主工作並可向地主貸款，但債務糾缪令他們整個家庭被迫奴隸勞動多年甚至幾代人。
在1950年，60年代，特萊地區消滅瘧疾後山地民族紛紛湧入。當地原住民塔魯族紛紛淪為巴洪和切特里的卡邁亞，
在它的現代形式Kamalari，女孩和年輕婦女被父母賣到村莊之外，更高種姓的買家，合同為一年。2006年，尼泊爾最高法院判定Kamlari這種做法是非法的。
2000年7月17日，尼泊爾政府宣布卡邁亞系統被禁止，所有的債役工被釋放，他們的債務被取消。但他們同時馬上失去領主保護，生活非常困難，因為政府還沒有履行紓困的承諾。
一些慈善機構通過向承諾不出售女兒的家庭以及選擇向女童教育基金捐款的家庭提供更多獎學金，從而減輕了“kamlari”的做法。